# カイロネイアの戦い (紀元前86年)
カイロネイアの戦い (カイロネイアのたたかい、英: Battle of Chaeronea 86BC)は、第一次ミトリダテス戦争中の紀元前86年、ボイオーティア地方のカイロネイア付近でルキウス・コルネリウス・スッラ率いるローマ軍と、ポントス王国の将軍アルケラオスによって戦われたものである。この戦いは、ローマ軍の勝利で終わった。

## 地理
スッラはアテネからボイオーティアへ軍を進め、テッサリアから南下してきたホルテンシウスと合流した。ホルテンシウス自身は待ち伏せを避けるために案内人を連れて山中を移動してきたのである。また、ベーカーによれば、この移動によってスッラは有利な立場に置かれ、彼の物資は安全で、木材と水は豊富で、テッサリアへの道は容易に監視・警備することができ、これは有利に働いた。ベーカーはこの位置を「エラテウス平野とケフィサスの谷を指揮する」と述べている。スッラは戦いと時期を決定することにした。
タクシレスとその大軍は、アルケラオスの軍と合流するために、オルコメノスとカイロネイアの間の渓谷に入る前に、狭い道を北上しなければならなかった。アルケラオスは消耗戦でローマ軍を撃退するつもりであった、タクシレスははるかに大きな兵力でローマ軍を撃退することを決意し、状況からしてアルケラウスは拒否できる立場にはなかった。

## 戦闘指揮
ローマ軍では、スッラが右側に、ムレナが左側を、後方の守備隊はホルテンシウスが左側、ガルバが右側を指揮した。最後にアウルス・ガビニウス（トリブヌス・ミリトゥム）と全軍団1つがカイロネイアの町自体の占領に送られた。 ポントス軍の方はアルケラオスが指揮を執った。

## 戦闘経過

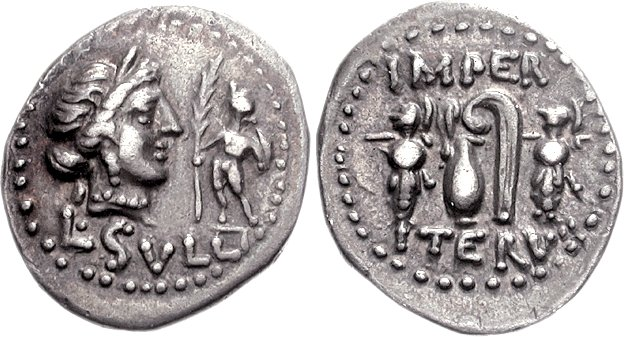
スッラが行軍中に発行したデナリウス銀貨。おそらくカイロネイアの戦いと、オルコメノスの戦いの戦勝を記念したもの

スッラはカイロネイアの町を占領しそこを守備するためにガルバ率いる1部隊を残し、ムレナをトゥリウム山に後退させ、自分はケフィサス川の右岸に沿って進軍した。 アルケラウスはこれに対してカイロネイアに面した位置を占め、トゥリウムでムレナの軍隊を占領するために進軍した。スッラはチャエロネアと連携し、渓谷を越えてローマ軍を拡大した。ムレナの位置は維持不可能だったので、そこを強化するためにガルバは危険に対処するために地元の人々を採用することを提案し、これをスッラは認めた。この時点でスッラは右側に自分の戦闘場所を取り戦いが始まった。ムレナは、カイロネイアから来た原住民の部隊に助けられ、慎重にポントス軍に対して攻撃を開始した。そしてポントス軍は、丘の下に追いやられ、3000人の死傷者を出す悲惨な結果になった。ポントス側の戦車隊が後退する際、混乱が起きアルケラオスの主力歩兵のファランクスが攻撃に対して脆弱になった。 そして、塹壕で固められたローマ軍は、後方から来る石とボルトの形の矢の支援を受けた中央のマケドニア式のファランクス部隊との戦いに投入され、準備をしていなかったファランクスはそのままローマ軍と交戦することになった。しかし、ローマ軍は自らの短剣を持つ矛槍ファランクス部隊と接戦をしなければならなかった。  一方、アルケラオスはローマ軍のムレーナの側面を突くために右方向に戦線を拡大し続けた。ホルテンシウスは彼の指揮下の予備部隊と共にムレーナの救援に来たが、2000騎のアルケラオスはすぐに輪を広げてローマ軍の部隊を押し返し、ホルテンシウスの軍隊は孤立してしまい全滅の危機を迎えることになった。この危機的状況を見たスッラは、まだ交戦していなかったローマの右騎兵を率いて戦場を駆け抜け、アルケラオスを撤退させた。この時ポントス軍の指揮官は、スッラの不在によって弱体化したローマの軍隊に乗り込む機会を得ると同時に、銅盾を持つタクシレスに、ホルテンシウスの後退によって露出したムレナへの攻撃継続を任せたのである。しかしこの作戦はスッラに気づかれ、彼は全軍に総進出を命じた。結果ポントス軍は全滅し、指揮官タクシレスはローマの捕虜になり、アルケラオスは残存兵力をもって自国に逃れた。スッラはアルケラオスの軍隊のうち5万人が死傷し、ローマ側は14人が行方不明になり、そのうちの2人が翌日までに帰還したと報告した。この報告だとポントス軍で助かったのはわずか1万人になり、ポントス側の損失は相当であった。しかし、これらの数字は誇張であるとされている。当時ローマでは内乱の一世紀が起こっており、閥族派のスッラがこの戦闘を自身の功績にしようとしたと推定されている。ただ、結局劣勢にもかかわらずローマ軍は勝利したのは事実である。

## 余波
戦闘の後ローマは、アルケラオスの軍が敗走したモロス付近の平原付近に、ホモロイチョスとアナクシダムスのポントス軍駐屯地の撃退を記念してトゥリウム山に建てられたトロフィーがある。これらのトロフィーはプルタークとパウサニアスによって言及され、戦闘の後にスッラが発行した貨幣に描かれているようである。トゥリウムのトロフィーのいくつかの断片が1990年に考古学者によって発見されたが、詳しい内容はわかっていない。